# Dissacarídeo
Dissacarídeos, dissacáridos ou dissacarídios são cadeias orgânicas constituídas por duas unidades de monossacarídeos unidos por uma ligação glicosídica. A variação entre as unidades de monossacarídeos garante a existência de um grande sortimento de dissacarídeos sintetizados pelos seres vivos.

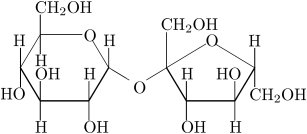
Estrutura da sacarose, um dissacarídeo.

Quando dois monossacarídeos se unem para formar um dissacarídeo, uma molécula de água é perdida (conhecida comoSíntese por Desidratação), mas, quando duas moléculas menores combinam-se para formar uma molécula maior em uma reação de síntese por condensação,uma molécula de água é formada e removida.
Os dissacarídeos mais conhecidos são: a sacarose (na figura), dímero de glucopiranose e frutofuranose, comum em plantas, sendo explorado de forma comercial principalmente a partir da cana-da-índa (Saccharum officinarum); a maltose, dímero de glucopiranoses, encontrada de forma notável em todo o reino vegetal; a lactose, dímero de glucopiranose e galactopiranose, abundante no leite; e a trealose, dímero de glucopiranoses ligadas de forma não redutora, principal forma de transporte de energia dos insetos. 
Durante o processo digestivo, os dissacarídeos, assim como os polissacarídeos, têm suas ligações glicosídicas quebradas (através da hidrólise) a fim de se obter monossacarídeos passivos de absorção pelo indivíduo. A hidrólise pode ser caracterizada como química (através da ação de ácidos ou bases) ou enzimática, sendo neste caso as enzimas responsáveis pela quebra da ligação. 
Como exemplo de hidrólise, a molécula de sacarose é hidrolisada a glicose e frutose:
Sacarose + H2O  →  glicose + frutose